# Megachile monticola
Megachile monticola är en biart som beskrevs av Smith 1853. Megachile monticola ingår i släktet tapetserarbin, och familjen buksamlarbin. Inga underarter finns listade i Catalogue of Life.